# Counting Down the Days (canção)
"Counting Down the Days" é a faixa-título do terceiro álbum de Natalie Imbruglia, lançada como segundo single do disco, em 2005. 

## Lançamento
Primeiramente, seria lançada a faixa "Sanctuary" como segundo single do álbum. No entanto, de última hora e com os singles já enviados para as rádios europeias, a gravadora decidiu mudar a escolha e trabalhar a faixa "Counting Down The Days", apostando em uma música menos agitada. A versão da música contida no single é editada, tendo uma duração menor que a do álbum, sem a parte antes do refrão. 
Houve ainda a intenção de se lançar um terceiro single, mas a expectativa não se concretizou, embora a faixa "Perfectly" tenha sido cotada como possível música de trabalho.

## CD Single
- Promocional

1. Counting Down the Days (Edit)

- Reino Unido CD 1

1. Counting Down the Days (Edit)
2. Only You

- Reino Unido CD 2

1. Counting Down the Days (Edit)
2. What's The Good in Goodbye

Inclui videoclipe em CD-ROM
- Austrália

1. Counting Down the Days (Edit)
2. What's The Good in Goodbye
3. Counting Down the Days (Album)

## Paradas musicais
O single estreou no Top 30 da parada britânica, obtendo uma boa aceitação comercial e garantindo a permanência do álbum na lista de vendas. Nas rádios, a música ficou no Top 5 das mais tocadas no Reino Unido.
Em Portugal, "Counting Down the Days" atingiu o #11 da parada de singles, sendo um dos maiores êxitos da cantora no país.
| Parada semanal (2005)                       | Posição |
| ------------------------------------------- | ------- |
| Austrália (ARIA)                            | 52      |
| Escócia (Scottish Singles Chart)            | 88      |
| Europa (Billboard European Hot 100 Singles) | 71      |
| Irlanda (IRMA)                              | 35      |
| Itália (FIMI)                               | 25      |
| Portugal (AFP)                              | 11      |
| Suíça (Schweizer Hitparade)                 | 90      |
| Reino Unido (UK Singles Chart)              | 23      |
| Reino Unido (UK Airplay Chart)              | 5       |
| Rússia (Tophit)                             | 130     |